# 니오콜로코바 국립공원

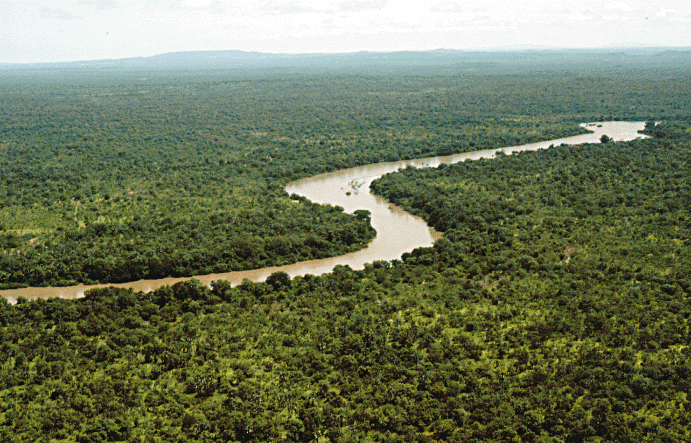

니오콜로코바 국립공원(Niokolo-Koba National Park, 프랑스어: Parc National du Niokolo Koba, PNNK)은 세네갈 남동부, 기니 국경 근처에 있는 세계유산이자 자연 보호 지역이다. 비포장 활주로인 니오콜로코바 공항(Niokolo-Koba Airport)이 인근에 있다.

## 국립공원
1925년 보호구역으로 지정된 니오콜로코바는 1954년 1월 1일 세네갈 국립공원으로 지정되었다. 1969년 확장되었으며, 1981년 유네스코-MAB 생물권보전지역으로 세계문화유산으로 등재되었다. 2007년에는 유네스코 멸종위기 세계문화유산 목록에 추가되었다. 공원의 보존 상태가 개선되면서 2024년에 목록에서 제거되었다.
2005년부터 보호 지역은 라이온 보호 단체로 간주된다.